# 李雨萌
李雨萌是一位出生于中国安徽省的艺术家，设计师

。

## 专业评审经历
李雨萌担任以下国际设计大奖和竞赛的评委成员：
- 2024 – 2025年：A' Design Award & Competition 大奖评审团专业成员（Grand Award Jury Professional Member）[6][7]

## 近期代表性荣誉
- 2020年入选绿色概念奖（Green Concept Award），地点：柏林，德国。[8][9]

- 2022年获得iF产品设计奖，类别：产品，医疗/健康（德国）。[10][11][12]

- 2022年获得iF产品设计奖，类别：专业概念，服务设计概念（德国）。[13]

- 2022年获得国际设计大奖（IDA）银奖，类别：社会影响设计（美国）。[14]

- 2022年获得国际设计大奖（IDA）银奖，类别：玩具设计/构建玩具（美国）。[15]

- 2022年获得欧洲产品设计奖至尊奖（EPDA）Top 3，类别：儿童产品。[16]

- 2022年获得欧洲产品设计奖至尊奖（EPDA）Top 5，类别：生命科学设计/物理治疗及治疗产品。[17]

- 2022年获得欧洲产品设计奖至尊奖（EPDA）Top 6，类别：社会设计/社会影响设计。[18][19]

- 2022年获得欧洲产品设计奖（EPDA），类别：社会设计/公共意识设计。[20]

- 2022年获得欧洲产品设计奖（EPDA），类别：玩具设计/构建玩具。[21]

- 2023年获得欧洲产品设计奖至尊奖（EPDA）Top 7，类别：生态设计/可持续家居产品。[22]

- 2023年获得国际设计大奖（IDA）金奖，类别：印刷/书籍（美国）。[23]

- 2024年获得A'设计奖，类别：印刷与出版媒体（意大利）。[24][25]

- 2024年获得A'设计奖，类别：文化遗产与文化产业（意大利）。[26][27]

- 2024年获得A'设计奖，类别：玩具、游戏与趣味产品（意大利）。[28][29]